# Austrolimnophila (Austrolimnophila) japenensis
Austrolimnophila (Austrolimnophila) japenensis is een tweevleugelige uit de familie steltmuggen (Limoniidae). De soort komt voor in het Australaziatisch gebied.